# Lahodiv, Brodî
Lahodiv (în ucraineană Лагодів) este un sat în comuna Iazlivciîk din raionul Brodî, regiunea Liov, Ucraina.

## Demografie
Componența lingvistică a localității Lahodiv
     Ucraineană (99,24%)
     Alte limbi (0,76%)
Conform recensământului din 2001, majoritatea populației localității Lahodiv era vorbitoare de ucraineană (99,24%), existând în minoritate și vorbitori de alte limbi.